# الحركة الجزائرية للضباط الأحرار
الحركة الجزائرية للضباط الأحرار هي حركة معارضة للنظام الجزائري تأسست في يونيو 1997 وهي تضم عسكريين من مختلف الرتب أنشقوا عن الجيش الجزائري، بعضهم يوجد في الخارج وبعضهم يوجد داخل الجزائر.

## الأسباب التي أدت إلى تأسيس الحركة
بعد الإطاحة بالرئيس الشاذلي بن جديد في يناير 1992، كانت مجموعة من الضباط الوطنيين مستاءة من الأمر وكان هؤلاء الضباط يعلمون جيدا عواقب سياسة القمع الكلي. و بعد مرور وقت للتشاور وفي بداية سنة 1993 ظهرت ولأول مرة خلية داخل الجيش سميت بخلية «حكيم» أسست من قبل مجموعة الضباط الوطنيين في وسط قاصدي مرباح والجنرالان محمد طواهري وسعيدي فضيل من بين ضباط آخرين. تم الإتصال السري آنذاك بضباط سامين (جنيرالات) آخرين من الأسرة الوطنية لالتحاق بالمجموعة ولكنهم اعتذروا من أخذ موقف أو التفكير في الأمر.
وفي نفس الوقت، نظمت الدائرة الأولى في قيادة الجيش اجتماعات سرية في منتجع نادي الصنوبر، بعيدا عن التسريبات في وزارة الدفاع الوطني. في خضم هذه اللقاءات، تم إتخاذ قرارات جد خطيرة كانت ستغير وجه المؤسسة العسكرية للأبد. وفيها تم أخذ القرار بتطبيق تغييرات مهمة وراء الستار في وزارة الدفاع نفسها.
أخذت القيادة قرار تطهير الجيش في العمق؛ كان المعفى من هذه العملية الضباط الموالين للقيادة والضباط المضادين للتيار الإسلامي وتم إلحاقهم بدائرة المختارين الذين أهلوا هكذا للعب دور أساسي خلال السنوات القادمة. الغير معقول هو أن خالد نزار وأعوانه قد اختاروا التصفية الجسدية ضد كل الضباط الذين كانوا يعارضون القيادة علنا، وبهذا القرار تمت تصفية مجموعة كبيرة من الضباط السامين من قبل فرقة الموت التي كانت تعرف بالفرقة 192. في أغلب الأحيان تم نسب هذه الجرائم للمتطرفين الإسلاميين؛ لكن بعض الجرائم كانت جداً ظاهرة أنها ليست من فعل الإسلاميين نظرا لشخصية الضحايا والكثير في وسط الجيش كان يعلم أو على الأقل يشك أنها من صنيعة قتلة جهاز المخابرات الجزائرية.

## تأسيس الحركة
بالرغم من فقدان قاصدي مرباح، واصلت الخلية حكيم بالتطور إلى أن قررت الخروج للعلن في صفتها الأخيرة في يونيو 1997 باسم الحركة الجزائرية للضباط الأحرار.
لا يفوتنا القول أن النظام في ذلك الوقت قد ضاعف الجهود لكشف وتصفية كل المنتمين للتنظيم وبذلك فإن الحركة قد دفعت ثمنا غال لإنقاذ البلاد. من بين قتلى الحركة الكثير من الرجال الشرفاء الذين خسرتهم الجزائر ومن بينهم ضباط كانوا من المؤسسين للحركة نذكر على سبيل المثال الجنرال محمد توابيح، العقيد الهاشمي توابيح، العقيد حاج صادوق الذين تم اغتيالهم بواسطة قنبلة تم وضعها في الطائرة المروحية التي كانت تنقلهم في منطنقة بشار في فبراير 1998.

## أهداف الحركة
الحركة الجزائرية للضباط الأحرار قد أخذت على نفسها مهمة إنقاذ الوطن مهما كان الثمن، لأن الأمر يتعلق بمستقبل بلاد وبمصير شعب مخان على كل صعيد. 
مهمة الحركة الجزائرية للضباط الأحرار هي مهمة كل الجزائريين الأحرار المهتمين بتطهير اسم الجزائر وإرجاع بريقه وشرفه، مع إعادة كرامة شعبه وإحقاق حقوقه.
- ترسيخ سلطة القانون.
- الديموقراطية.
- هيبة دولة.
- إسترجاع شرف الجيش الوطني الشعبي الجزائري.
- حماية الوحدة الترابية للوطن.
- وحدة الجيش.
- محاربة الخارجين على القانون.
- المحسوبية.
- الرشوة.
- المظالم بكل أنواعها المجودة في هياكل الدولة.
- رجوع الجيش الوطني الشعبي إلى مهامه المنصوص عليها في الدستور الجزائري.
- تحقيق الأمن.
- الرقي و العدل الإجتماعي الذي يتم جميع الجزائري.